# 옥스브리지
옥스브리지(Oxbridge)는 잉글랜드의 옥스퍼드 대학교(Oxford University)와 케임브리지 대학교(Cambridge University)를 함께 부르는 명칭이다. 영국에는 영국 소재 종합 대학교들 중 24개의 명문 대학교 그룹인 러셀 그룹이 있다. 그 중에서도 최상위권 대학이 옥스브리지이다. 이 두 대학은 영미권에서 가장 오래된 대학으로 1,000여 년의 세월 동안 영국을 대표하는 학벌이자 최상위 고등교육을 담당했다. 현재까지도 옥스브리지는 영국을 넘어 전 세계 대학의 상아탑 역할을 하고 있다. 두 대학은 오랜 기간 스포츠 등 정기 라이벌전을 이어 왔고 이는 현재 전 세계 유명 대학교들 사이에서 이루어지는 라이벌전의 유래가 되었다. 대표적으로 하버드 대학교와 예일 대학교 사이의 라이벌전, MIT와 칼텍의 라이벌전, 와세다 대학교와 게이오기주쿠 대학교의 라이벌전이 있다.

## 같이 보기
- 골든 트라이앵글 (대학교)
- 아이비 리그
- 러셀 그룹